# アナと雪の女王2
『アナと雪の女王2』（アナとゆきのじょおう2、原題：Frozen II）は、ウォルト・ディズニー・アニメーション・スタジオ製作の2019年のアメリカ合衆国のコンピュータアニメーションミュージカルファンタジー映画。監督はクリス・バックとジェニファー・リー、脚本はリー、製作はピーター・デル・ヴェッチョが務めた。2013年公開の『アナと雪の女王』の続編。
『アナと雪の女王3』は2027年11月24日に全米公開されることが発表され、『アナと雪の女王4』は現在進行中。

## ストーリー
アレンデール王国の幼い王女、エルサとアナが父王・アグナルから、とある出来事によって霧に閉ざされてしまった魔法の森の話を聞くところから物語は始まる。
前作から3年後、アレンデール王国の人々とすっかり打ち解け平和な日々を過ごしていたエルサだったが、ある日彼女は自分を呼んでいる北からの「不思議な歌声」を聞き始める。ある夜、エルサはその歌声に導かれ、風・火・水・大地の精霊を目覚めさせてしまう。王国から火と水が消え、風と大地の揺れが人々を襲う。エルサは人々を高台に避難させ、妹のアナとクリストフ、オラフ、スヴェンと共に、国を救い、自分の持つ力の秘密を解き明かすためアレンデール王国を越えて新しい旅に出る。
魔法の森に着いた一同は、森に閉じ込められていた父王の兵士たちと、彼らと争うノーサルドラの民に出会う。エルサはノーサルドラのリーダー・イエレナから風・火・水・大地の精霊と人間の架け橋となる第5の精霊の存在を教えられる。エルサとアナは過去を知るため、北のアートハランを目指す。エルサはアナとオラフを氷のボートで引き返させ、一人ダークシーを越える。水の精霊・ノックに助けられ、アートハランに到着したエルサは、水の記憶から魔法の森の真実を知る。エルサの祖父・ルナードはノーサルドラへの贈り物の名目でダムを作ったが、実はノーサルドラをのっとるためダムを作り、式典でノーサルドラの指導者を襲ったのだった。だがその記憶を見ていたエルサは体が凍り付き動けなくなる。
エルサは魔法で洞窟をさまようアナとオラフに真実を伝える。アナは森の魔法を解くためダムを壊そうと決意するが、エルサの力が弱まったことでオラフの体が崩壊する。失意のアナだったが、クリストフとスヴェン、そしてアレンデールの兵士たちと協力して大地の精霊・アースジャイアントを誘い出し、ダムを決壊させる。魔法が解けたエルサはノックに乗ってアレンデールへと走り、押し寄せる水から国を守る。一方、森では魔法が解け、閉じ込められていた人々が解放される。エルサの力と水の記憶によってオラフは復活し、クリストフはアナにプロポーズし受け入れられる。
エルサは第5の精霊として森に生きることになり、アナがアレンデールの女王に即位する。二人は離れているが、風の精霊・ゲイルを通じてやり取りをしている。

## 声優・キャラクター

### 声優
| 役名                       | 原語版                       | 日本語吹き替え版 |
| -------------------------- | ---------------------------- | ---------------- |
| アナ                       | クリステン・ベル             | 神田沙也加       |
| エルサ                     | イディナ・メンゼル           | 松たか子         |
| クリストフ                 | ジョナサン・グロフ           | 原慎一郎         |
| オラフ                     | ジョシュ・ギャッド           | 武内駿輔         |
| デスティン・マティアス中尉 | スターリング・K・ブラウン    | 松田賢二         |
| イドゥナ王妃               | エヴァン・レイチェル・ウッド | 吉田羊           |
| アグナル国王               | アルフレッド・モリーナ       | 前田一世         |
| イエレナ                   | マーサ・プリンプトン         | 余貴美子         |
| ライダー                   | ジェイソン・リッター         | 小林親弘         |
| ハニーマレン               | レイチェル・マシューズ       | 壹岐紹未         |
| ルナード国王               | ジェレミー・シスト           | 吉見一豊         |
| パビー                     | キアラン・ハインズ           | 安崎求           |
| ノーサルドラのリーダー     | アラン・テュディック         | 飯島肇           |
| 幼いアナ                   | ハドリー・ギャナウェイ       | 新津ちせ         |
| 幼いエルサ                 | マッテア・コンフォルティ     | 黒川聖菜         |
| 不思議な声                 | オーロラ                     | オーロラ         |
| アートハランの記憶         |                              |                  |
| ハンス王子                 | サンティノ・フォンタナ       | 津田英佑         |
| ウェーゼルトン公爵         | アラン・テュディック         | 多田野曜平       |
| 幼いアナ                   | リビー・スタベンラッチ       | 稲葉菜月         |
| 幼いエルサ                 | エヴァ・ベラ                 | 佐々木りお       |

### キャラクター
アナ（Princess Anna of Arendelle）
エルサの妹で、年齢は21歳。アレンデール王国の第2王女。好奇心旺盛で活発な性格。一人称は「あたし」。髪は赤毛で5歳の時に頭に受けたエルサの魔法の影響により一房だけが白くなっていたが、前作の終盤で髪の色は全て赤毛に戻り、三つ編みにしていた髪型は本作ではハーフアップになっている。クリストフの事は好きだが使命を一人で抱かえこもうとするエルサを何より心配していた。エルサが一度凍りつきオラフが消滅した際には非常に悲しみ絶望したが、最終的にエルサに託された「正しきこと」を成し遂げる。その後、女王の座を降りて「第5の精霊」となることを選んだエルサに代わり、アレンデール女王に即位しクリストフと結婚。なお、お互いに会うこと自体は可能であり、行き来を続けている。
エルサ（Queen Elsa of Arendelle）
アナの姉で、年齢は24歳。アレンデール王国の女王。真面目かつ優雅で落ち着きのある性格だが、物事を一人で抱え込む傾向がある。一人称は「私」。生まれながら、雪や氷を作り出す魔法の力を持っている。普通の生活に満足しておりトラブルを避ける傾向でいたが、彼女にしか聴こえない謎の歌声に導かれ力を解放するとアレンデール王国に異変が起きる。魔法の森に向かい両親の死の真相を知り、そして自分の使命に導かれ単身アートハランを目指す。髪型がここからそれまでの三つ編みから後ろで束ねたスタイルを経て、更に何もしてない下ろした髪型へと変わっていく。アートハランで全ての真実を知り、女王の座をアナに譲位して「第5の精霊」として生きる道を選ぶ。
クリストフ・ビョルグマン（Kristoff Bjorgman）
山男の青年で、アナの恋人。年齢は24歳。一人称は「俺」。アナとは相思相愛で彼女にプロポーズしようとするが、エルサの事を心配し変化を恐れているアナと気持ちが噛み合わずことごとく失敗する。さらにはノーサルドラの集落でライダーの助言によりトナカイを引き連れノーサルドラ式のプロポーズの練習をしていたところ予定より早く出発を決めたエルサにアナが付いていったため置いてきぼりにされてしまう。
アナが「正しきこと」を成すために大地の精霊に追われていた所でアナを助けてダムに向かう。
最終的には紆余曲折の末にアナにプロポーズ、その後アレンデール女王となった彼女と結婚することになる。
スヴェン（Sven）
クリストフの相棒のトナカイ。アナへのプロポーズが失敗したクリストフに対し、「今感じていることが肝心だからためらわない方がいい」と慰めた。
オラフ（Olaf）
エルサの魔法で作られた雪だるま。年齢は3歳。一人称は「僕」。文字を覚えたことで以前より知識が増え、事情を知らない人々にあらゆる事情を説明することが出来る。本作ではバラバラになる体を使ったジェスチャーを披露している。
イドゥナ王妃（Queen Iduna of Arendelle）
アレンデール王国の王妃で、エルサとアナの母親。実はノーサルドラ一族の1人で、アグナルの命の恩人。エルサが18歳、アナが15歳の時に外交で海難事故に遭い、アグナルと共に亡くなったとされていたが、実際はエルサの魔法の秘密を調べるためにアートハランに向かい、ダークシーで亡くなっていた。2人は、姉妹を分断し彼女たちに何もしてあげられなかったことを後悔していた。
アグナル国王（King Agnarr of Arendelle）
アレンデール王国の国王で、エルサとアナの父親。アレンデール王国とノーサルドラ一族の争いに巻き込まれた際、死にかけていたところをイドゥナに助けられ、恋に落ち結婚した。イドゥナと共にダークシーで亡くなる。
ルナード国王（King Runeard of Arendelle）
アグナルの父で、エルサとアナの祖父。アレンデール王国とノーサルドラ一族の争いにて死亡した。現在では故人だが、本作のディズニー・ヴィランズに相当する。表向きはノーサルドラとの外交を持ちかけていたが、実はノーサルドラを乗っ取るためにダムを建設した。彼の悪事は息子夫婦と孫娘たちの不幸とすれ違いの原因になった。
デスティン・マティアス中尉（Lieutenant Destin Mattias）
かつてアレンデール王国の警備隊のメンバーであった男性。アレンデールをノーサルドラから守ってきたが、そのせいで魔法の森に閉じ込められた挙句34年間もそこで過ごすことになった。それでも王国への義務を忘れなかったが、エルサとの出会いをきっかけにルナード国王の過去の悪事を知ることになった。
ノーサルドラは、かつて、アレンデールと敵対してきたと言われる民族。アグナルの父の"計画"によって戦争を引き起こし、怒った精霊によって34年間、深い霧に閉じ込められてしまった。
イエレナ（Yelana）
ノーサルドラ一族の現在のリーダー。女性。クリストフにアナと間違ってプロポーズされる。
ライダー（Ryder）
ノーサルドラのメンバー。アナとの煮え切らない関係に悩むクリストフに恋のアドバイスを伝授する。クリストフと同様、トナカイの気持ちを理解でき、トナカイの声でトナカイたちとコミュニケーションを取る。
ハニーマレン（Honeymaren）
ノーサルドラのメンバーで、ライダーの妹。
ゲイル（Gale）
魔法の森の風の精霊。オラフがゲイルと名付けた。
ブルーニ（Bruni）
魔法の森の火の精霊。サンショウウオがモデル。最初はエルサに牙を向けるが、正体は小さなサラマンダーで、エルサと旅をすることになる。
ノック（The Nokk）
魔法の森の水の精霊。馬の形をしている。ダークシーにてアートハランに向かおうとするエルサの行く手を妨害するが、エルサが必死に乗りこなせたことから忠実に仕えるようになる。
アースジャイアント（Earth Giant）
魔法の森の大地の精霊。攻撃するときには大きな岩を投げつける。精霊たちの怒りが静まってるときは体を橋の代わりにしたりと住民たちの手助けをしてくれる。気性が荒く、些細な事で仲間も吹き飛ばしたりする。
パビー（Pabbie）
トロールの長老で、かつてアナの頭に当たった魔法を記憶を書き換えて治療する。魔法に詳しく、「ビジョン」をオーロラを操って見せたりする。クリストフの家族であり、本作ではアレンデールの国民の避難所として国民を村に預かることになる。
マシュマロウ（Marshmarrow）
エルサが前作でアナたちを氷の城から追い払うために魔法で作った雪と氷の怪物（雪男）。本作では、アートハランの記憶とエンドロール後のオラフの本編解説の特典映像で登場しており、人語を話す。
スノーギース（Snowgies）
短編『エルサのサプライズ』にてエルサがくしゃみをすると複数同時に現れるミニ雪だるま。喋ることは出来ないが、身振りで気持ちを伝える。エンドロール後の特典映像でのみ登場する。
ハンス・ウェスターガード（Prince Hans Westergaard of the Southern Isles）
サザンアイルズ王国の第13王子。本作ではアートハランの記憶でのみ登場。年齢は今作の時系列では26歳。前作でアレンデール王国を乗っ取ろうと計画したが失敗に終わり、この一件により王位継承権を剥奪された。アナは彼の事をあまり思い出したくないため、彼女のNGワードになっている。また、エルサを含めた他のメンバーも彼にあまりいい感情を持っていない。
ウェーゼルトン公爵（The Duke of Weselton）
アレンデール王国の隣国で、貿易相手国であるウェーゼルトン国からエルサの戴冠式に招待された公爵。本作ではアートハランの記憶でのみ登場。前作で金目当てでアレンデールに赴き、エルサの抹殺を目論むが失敗に終わり、これらのことでアレンデールとの貿易を打ち切られた。「ウィーゼルトン」と何回も名前を間違えられる。

## 製作

### 音楽
前作に引き続き、本作でもクリストフ・ベックが音楽を担当している。また、前作で楽曲製作を担当したロバート・ロペスとクリステン・アンダーソン＝ロペス夫妻は、本作のために新曲「イントゥ・ジ・アンノウン〜心のままに」を新たに書き下ろした。なお、この楽曲の日本語吹き替え版アーティストには、新人の中元みずきが起用された。

## 公開

### マーケティング
最初のティザー動画は、ウォルト・ディズニー・アニメーション・スタジオが2019年2月13日にYouTubeで公開した動画で、この予告編は公開から24時間で1億1640万回視聴され、歴代で最も視聴されたアニメーション映画の予告編となった。さらに、6月11日には2つ目の予告編が、9月23日には3つ目の予告編が、それぞれ公開された。
日本では2019年2月20日、邦題と日本での公開日、場面写真が同時に公開された。さらに、10月10日には日本オリジナルの本予告編が公開された。公開後の12月3日、Twitter上で複数の漫画家が本作の感想を描いた漫画を投稿した。いずれも本作の内容を好意的に紹介するものだったが、広告によるものといった表記はなかった。しかし、投稿された時間が19時に集中していたことから、報酬を受け取って漫画の掲載を依頼されたステルスマーケティングではないかという指摘が相次いだ。これに対してウォルト・ディズニー・ジャパンはITmedia NEWSの取材に「依頼の段階で伝達ミスがあり、広告表示がなされなかった。意図して起きたものではない」「どこかでコミュニケーションミスがあり、抜け落ちてしまった」と回答した。その後の12月5日、ウォルト・ディズニー・ジャパンは公式Webサイトで「『アナと雪の女王2 感想漫画企画』に関するおわび」と題した謝罪文を公開した。謝罪文には「投稿には広告であると分かるよう明記する予定だったが、関係者間でのコミュニケーションに行き届かない部分があり、当初の投稿において広告表記が抜け落ちる結果となった」と記されており、改めてステルスマーケティングであることを否定した。12月11日、ウォルト・ディズニー・ジャパンは公式Webサイトで企画に参加した漫画家とファンに向け改めて謝罪文を公開した。その謝罪文には「クリエイターに責任はない」「社内指針順守の不徹底が招いた結果である」と自社の責任であることが強調して記されていた。

### 興行収入
日本では初週末において観客動員数121万1000人、興行収入16億1600万円を記録し、ランキングでは初登場首位となった。この記録は、前作の興行収入比211.7％の成績である。公開3日間では観客動員数145万人、興行収入19億円を突破した。前作と同様に10代、20代の女性を中心に幅広い層が劇場に詰めかけた。2週目、観客動員数124万8000人、興行収入14億4300万円を稼ぎ、前週と同じく首位をキープした。この時点での累計観客動員数は338万人、興行収入は43億円を突破しており、公開から10日間での40億円突破はディズニーとピクサー作品の中で最速となった。
2020年3月までに日本での興行収入は133億6000万円、観客動員数1460万人を記録した。
|                                    | 動員 （万人） | 動員 （万人） | 動員 （万人） | 興収 （億円） | 興収 （億円） | 備考                                                           |
| 週末                               | 週末          | 累計          | 週末          | 累計          |               | 備考                                                           |
| ---------------------------------- | ------------- | ------------- | ------------- | ------------- | ------------- | -------------------------------------------------------------- |
| 1週目の週末 (2019年11月23日・24日) | 1位           | 121.1         | 145.3         | 16.2          | 19.4          |                                                                |
| 2週目の週末 (11月30日・12月1日)    | 1位           | 124.8         | 338.6         | 14.4          | 43.1          |                                                                |
| 3週目の週末 (12月7日・8日)         | 1位           | 77.6          | 466.7         | 10.3          | 60.1          |                                                                |
| 4週目の週末 (12月14日・15日)       | 1位           | 60.7          | 568.3         | 7.8           | 73.4          |                                                                |
| 5週目の週末 (12月21日・22日)       | 2位           | 40.0          | 641.4         | 5.1           | 82.8          | 週末動員は『スター・ウォーズ/スカイウォーカーの夜明け』が1位。 |
| 6週目の週末 (12月28日・29日)       | 2位           | 41.5          | 745.0         | 5.4           | 95.0          | 週末動員は『スター・ウォーズ/スカイウォーカーの夜明け』が1位。 |
| 7週目の週末 (2020年1月4日・5日)    | 1位           | 38.2          | 882.4         | 5.0           | 112.9         |                                                                |
| 8週目の週末 (1月11日・12日)        | 1位           | 26.5          | 955.3         | 3.5           | 122.0         | 累計動員および累計興収は1月13日までのもの。                    |
| 9週目の週末 (1月18日・19日)        | 1位           | 15.9          | 980.3         | 2.1           | 125.2         | 週末興収は『カイジ ファイナルゲーム』が1位で、本作は2位。      |
| 10週目の週末 (1月25日・26日)       | 3位           | 12.9          | 1000.0        | 1.7           | 127.9         |                                                                |
| 11週目の週末 (2月1日・2日)         | 5位           |               | 1016.0        |               | 129.7         |                                                                |
| 12週目の週末 (2月8日・9日)         | 7位           |               |               |               | 130.8         |                                                                |
| 13週目の週末 (2月15日・16日)       | 6位           |               | 1034.0        |               | 132.1         |                                                                |
| 14週目の週末 (2月22日・23日)       | 11位          |               |               |               | 132.9         | 累計興収は2月24日までのもの。                                  |
| 15週目の週末 (2月29日・3月1日)     | -             |               |               |               | 133.1         |                                                                |
| 16週目の週末 (3月7日・8日)         | -             |               |               |               | 133.4         | 3月12日までに日本での劇場公開を終了した。                      |
| 最終                               |               |               | 1460.0        |               | 133.6         |                                                                |

## テレビ放映
- 地上波放送・関東地区のみ記載。
- 視聴率はビデオリサーチ調べ。関東地区でのデータ。

| 回数 | 放送局     | 放送枠           | 放送形態       | 放送日         | 放送時間    | 放送分数 | 吹替版       | 平均世帯 視聴率 | 備考         |
| ---- | ---------- | ---------------- | -------------- | -------------- | ----------- | -------- | ------------ | --------------- | ------------ |
| 1    | 日本テレビ | 金曜ロードショー | 本編ノーカット | 2021年11月19日 | 21:00-22:59 | 119分    | 劇場公開版   | 11.7%           | 地上波初放送 |
| 2    | 日本テレビ | 金曜ロードショー | 本編ノーカット | 2024年12月6日  | 21:00-22:54 | 114分    | 日本テレビ版 | 7.5%            | [ 50 ]       |